# Принуждение к аборту Фэн Цзяньмэй
Принуждение к аборту Фэн Цзяньмэй — инцидент, произошедший в уезде Чжэньпин, Шэньси, Китай, когда местный отдел планирования семьи принудил женщину к аборту.
2 июня 2012 года Фэн Цзяньмэй была вынуждена сделать аборт, когда она была на седьмом месяце беременности вторым ребёнком. Местные власти потребовали, чтобы Фэн и её муж заплатили штраф в размере 40 000 юаней за нарушение национальной политики «Одна семья — один ребёнок». Когда они не смогли этого сделать, власти арестовали Фэн, заставили её подписать соглашение на аборт и удерживали её, вводя ей абортивное средство. По сообщениям, Фэн была травмирована этим инцидентом, и после этого у неё ухудшилось здоровье.
11 июня семья Фэн опубликовала фотографии её мертворожденного ребёнка. Эти снимки вскоре стали вирусным феноменом, вызвав споры в Китае и привлекая международное внимание к проблеме принудительных абортов. В ответ на национальное и международное внимание правительство Китая начало расследование.
26 июня следствие установило, что Фэн не имела законного права на второго ребёнка, но, тем не менее, её права были нарушены местным бюро планирования семьи, в результате чего два чиновника были уволены, а ещё пять наказаны.
27 июня Национальная комиссия по народонаселению и планированию семьи объявила, что направит инспекционные группы по всему Китаю для проверки практики местных отделов планирования семьи. Муж Фэн, Дэн Цзиюань, нанял адвоката, чтобы добиться уголовного преследования чиновников, но в конечном итоге семья решила урегулировать дело во внесудебном порядке.
Этот инцидент привел к усилению внимания к китайской политике «одного ребёнка» как на национальном, так и на международном уровне. Случай Фэн упоминался в СМИ, критикующих политику «одного ребёнка», а также использовался как пример того, как Интернет расширяет возможности простых людей в условиях государственной цензуры. 5 июля Европейский парламент принял резолюцию, осуждающую как случай Фэн, так и принудительные аборты в целом.
1 января 2016 года, после нескольких месяцев обсуждения, китайская политика «одного ребёнка» была заменена политикой «двух детей».

## Предыстория

### Закон об одном ребёнке
С 1979 года в целях контроля численности населения страны китайские супружеские пары по закону не могут иметь более одного ребёнка, однако семьи, проживающие в сельской местности, а также семьи, принадлежащие к этническим меньшинствам, часто могут получить исключение из закона и завести второго ребёнка без оплаты штрафа. В противном случае пары, имеющие двух и более детей, обязаны выплатить штраф государству. По словам Хэ Яфу, независимого демографа, такие штрафы широко распространены и в последние годы «стали основным источником прибыли для органов планирования семьи». Он добавляет, что штрафы позволяют богатым семьям иметь дополнительных детей, в то время как бедные семьи вынуждены делать принудительные аборты. Штрафы приносят правительству примерно 20 миллиардов юаней в год. По его оценкам, с 1980 года было собрано более 2 триллионов юаней (~ 314 миллиардов долларов США).
Закон Китая о народонаселении и планировании семьи запрещает посягать на личные права и собственность людей в целях планирования семьи. Более того, закон 2001 года запрещает аборты после шестого месяца беременности. Тем не менее, правозащитные группы и критики политики одного ребёнка говорят, что эти законы применяются непоследовательно, а местные власти во многих районах по-прежнему проводят принудительную стерилизацию и/или принудительные аборты, иногда в третьем триместре беременности. В десяти китайских провинциях, включая Шэньси, властям разрешено принимать «корректирующие меры», чтобы квоты на рождение детей не были превышены. В восьми других провинциях власти обязаны прерывать несанкционированные беременности.
Такие активисты, как Чэнь Гуанчэн, были заключены в тюрьму китайским правительством за обнародование доказательств принудительных абортов. В 2005 году Чэнь подал коллективный иск от имени женщин, принужденных к стерилизации или абортам, и впоследствии провел семь лет в тюрьме и под домашним арестом, после чего в 2012 году эмигрировал в США.

### Фэн Цзяньмэй
В октябре 2011 года Фэн Цзяньмэй, 22-летняя жительница небольшой деревни Юпин в поселке Цзэнцзя провинции Шэньси, забеременела вторым ребёнком. Она вышла замуж в 2006 году и родила девочку в 2007 году.
Прислушавшись к советам родственников, Фэн и её муж Дэн Цзиюань полагали, что им разрешат завести второго ребёнка, поскольку между рождением детей прошло пять лет, и они жили в сельской местности.
По словам чиновников округа Чжэньпин, власти связались с Фэн в марте 2012 года и сказали ей, что ей необходимо получить документы, включая новую регистрацию домохозяйства (так называемую хукоу), чтобы подать заявление на рождение ребёнка.
Её семья отрицает это, утверждая, что чиновники уведомили их об этом за несколько дней до искусственного прерывания беременности.

## Аборт
Примерно 28 мая местные чиновники из отдела планирования семьи позвонили Фэн и попытались убедить её сделать аборт. Попытка не увенчалась успехом, поэтому 30 мая они посетили дом семьи, пока муж Фэн был на работе. Сначала власти пытались убедить её добровольно сделать аборт. Через несколько часов обсуждений, она сообщила чиновникам, что сходит в магазин, чтобы купить еды, и оставила их ожидать её в гостиной. Вместо этого она пошла к тете, но около 15 чиновников последовали за ней. Они не стали сразу арестовывать Фэн, а организовали дежурство для наблюдения за ней в доме тети. Рано утром следующего дня Фэн сбежала, вызвав панику у охранников. Она остановила фургон на дороге и уговорила водителя помочь ей. Водитель подвез её, и следующие 14 часов Фэн пряталась в кустарнике на холме, ожидая наступления темноты в холодную и дождливую погоду. Когда наступила ночь, она отправилась в дом родственника в сельской местности, где спряталась под кроватью. Сотрудники офиса планирования семьи нашли её невредимой и, предположительно, напали на неё. После задержания, они дали ей выспаться, а 2 июня отвезли в больницу. Несколько свидетелей сообщили, что четверо мужчин вынесли Фэн из дома с наволочкой на голове.
Одновременно сотрудники службы планирования семьи общались с мужем Фэн, Дэн Цзиюанем.
1 июня они потребовали, чтобы Дэн либо изменил статус резидента своей жены на следующий день, либо заплатил 100 000 юаней (15 700 долларов США) в фонд социального обеспечения планирования рождаемости. Изменить статус резидента за один день было невозможно, но Дэн договорился о платеже до 30 000 юаней перед возвращением в округ Чжэньпин (на самом деле у него было только 18 000 юаней, которые он занял на работе, но он надеялся, что остаток будет покрыт за счет долговых расписок). На обратном пути Дэн получил текстовое сообщение с требованием немедленно внести плату, которая теперь составляла 40 000 юаней, и «ни юанем меньше». Другие члены семьи также получили подобные текстовые сообщения.
В больнице двое мужчин заставили Фэн поставить отпечаток большого пальца на бланке согласия и подписать документ, разрешающий аборт. После отвели в операционную и её удерживали двое мужчин, пока вводили яд, чтобы убить плод. Позже Фэн рассказала американской организации All Girls Allowed, выступающей против политики одного ребёнка: «Я все время чувствовала, как ребёнок двигается внутри меня, но потом он затих».
На тот момент она была на седьмом месяце беременности, поэтому аборт, добровольный или нет, был незаконным согласно китайскому законодательству. Никому из членов семьи не разрешали присутствовать на процедуре. После того, как ребёнок умер от гипоксии, Фэн сделали искусственные роды, и 4 июня она родила мертворожденную девочку. Фэн позже рассказала All Girls Allowed: «Это было гораздо больнее, чем мои первые роды. Ребёнок был безжизненным, она была вся фиолетово-синяя». Труп положили рядом с Фэн на кровать, чтобы её семья избавилась от него, когда они приедут.
Фэн была травмирована этой процедурой и в порыве гнева разбила дверь и шкаф в кабинете медсестры. Через неделю Дэн Цзиюань сказал газете South China Morning Post: «Моя жена нездорова. Она грустная и расстроенная. Иногда она становится чрезмерно эмоциональной и растерянной». По сообщениям, в течение нескольких недель после аборта у Фэн сильно болела голова, и она несколько раз пыталась покончить с собой.
15 июня дядя сообщил журналистам, что Фэн плохо себя чувствует и не может есть.
26 июня Фэн все ещё находилась в больнице и страдала от головных болей. Она сказала журналистам, что хочет вернуться домой, но персонал больницы не разрешил ей уйти.
29 июня её семья сообщила, что Фэн выпишут на следующий день. Однако её состояние ухудшилось, и она смогла вернуться домой только 10 июля.
Дэн подал официальную жалобу в офис петиций округа Анькан. Заместитель мэра якобы сказал Дэну, что они проведут расследование, но когда ничего не произошло, Дэн опубликовал историю своей семьи в Интернете. Позже Дэн сказал CNN, что «зол и хочет справедливости». Тем временем, власти поселка подготовили заявление, в котором говорилось, что Фэн была в здравом уме и памяти, когда подписывала форму согласия на аборт.

## Последствия

### История получает широкую огласку
Невестка Фэн и сестра Дэн Цзиюаня, Дэн Цзицай, вернулась из провинции Хубэй на следующий день после аборта и привезла с собой видеокамеру, чтобы снять Фэн. Цзицай удалось только сделать несколько снимков на свой мобильный телефон. 11 июня фотография Фэн, лежащей на больничной койке и «тупо смотрящей в потолок» рядом с окровавленным трупом младенца, была опубликована на китайском сайте социальных сетей Sina Weibo вместе с изображением текстового сообщения с угрозами, отправленного властями. Изображения вызвали возмущение, и новость об этом событии быстро распространилась. Со всего Китая посыпались гневные комментарии, в которых люди называли действия властей «зверством», «сродни убийству». Многие комментарии призывали к прекращению политики одного ребёнка или связывали это дело с другими спорными темами, такими как коррупция местных чиновников или разрыв между городом и деревней. Многие сообщения были быстро удалены правительственными цензорами. Тем не менее, к 13 июня на Sina Weibo было более 40 000 комментариев к фотографиям, а к 15 июня изображения Фэн были одними из самых пересылаемых. «Принудительный аборт на седьмом месяце беременности» стал самым популярным поисковым запросом на сайте, и по этой теме было зарегистрировано более миллиона комментариев пользователей. Обсуждение также распространилось на другие социальные сети, включая NetEase, где темы с критикой правительства были быстро заблокированы, чтобы предотвратить дальнейшее обсуждение.
Чжан Кай, адвокат, известный своим представительством интересов обездоленных, опубликовал эту историю в своем блоге. Ли Чэнпэн, китайский блогер, имевший на тот момент более пяти миллионов подписчиков, узнал об этой истории и написал: «Целью планирования семьи было контролировать население, но теперь оно превратилось в убийство населения… Если эту злую политику не остановить, в этой стране не будет человечности». Чжао Чу, писатель, осудил политику одного ребёнка как «действие, ориентированное на прибыль, которую все ненавидят», написав: «Речь идет не об обеспечении соблюдения политики, а о лишении кого-то права на жизнь». Лян Цзяньчжан, генеральный директор китайской многонациональной туристической онлайн-компании Ctrip, назвал случай Фэн «возмутительным и жестоким» и «неуникальным для Шэньси», сообщив, что «отмена абсурдной политики планирования семьи — единственный способ искоренить подобное зло».
Местная газета Hua Shang Bao опубликовала статью о Фэн. 12 июня правозащитник Хуан Ци также разместил статью и изображения. Затем историю подхватили крупные СМИ по всему Китаю. На своем личном аккаунте в Weibo главный редактор таблоида Коммунистической партии Китая Global Times Ху Сицзинь написал: «Я решительно выступаю против варварского принудительного аборта», заявив, что «необходимо изменить систему планирования семьи в стране». Однако он заявил, что в целом политика одного ребёнка — это хорошо, написав, что «мировые ресурсы не могут позволить себе кормить Китай с миллиардами людей».
13 июня французское информационное агентство Agence France-Presse сообщило, что изображения Фэн и её мертворожденного ребёнка «вызвали бурную реакцию в Китае». В тот же день Al Jazeera также опубликовала статью о Фэн. На следующий день BBC, CNN, The Age и другие крупные СМИ по всему миру опубликовали статьи на эту тему.

### Реакция китайского правительства
После того, как история об аборте Фэн Цзяньмэй получила широкую огласку в стране и за рубежом, чиновники уезда Чжэньпин опровергли обвинения, заявив, что аборт был законным и что Фэн сама попросила об этом. «Фэн согласилась пройти через операцию по прерыванию беременности 2 июня после неоднократного посредничества со стороны городских чиновников», — говорится на сайте уезда. Далее они заявили, что у неё нет местной регистрации хукоу и что пара не имеет права на второго ребёнка. Позже это заявление было удалено, а поиск по имени Фэн выдал сообщение «ошибка». Несколько дней спустя местный чиновник по планированию семьи Юань Фан заявил, что требование в 40 000 юаней было «депозитом», который был бы возвращен после того, как Фэн оформит необходимые документы.
Сотрудник больницы признал, что Фэн находилась там, что больница «реализует» политику планирования семьи и «предоставляет услуги» в этой области, но отрицал, что принудительный аборт является частью их работы. Он сказал, что не знает подробностей дела Фэн, но заявил, что «она, вероятно, просто преувеличивает информацию в Интернете» .Вскоре стало известно, что за последние два года поселок Цзэнцзя не смог достичь квоты по принудительному исполнению политики одного ребёнка, поэтому получил предупреждение в виде «желтой карточки». Желая снять предупреждение, городские власти решили ужесточить меры по принудительному исполнению в июне 2012 года.
Примерно через десять дней после того, как произошел принудительный аборт, Комиссия по народонаселению и планированию семьи провинции Шэньси начала расследование. 13 июня Юй Яньмэй, заместитель главы округа Анькан, посетил семью Дэн. Через два дня комиссия пришла к выводу, что Фэн действительно заставили сделать незаконный аборт, написав: «Такая практика серьёзно нарушила соответствующую политику…нанесла ущерб имиджу нашей работы по планированию семьи и вызвала крайне негативные последствия в обществе». 14 июня три чиновника, включая главу местного отдела планирования семьи, были отстранены от работы. Сотрудник Анкангского бюро планирования семьи сообщил, что «низовые товарищи не глупы, но это то, что они вынуждены делать… Это проблема всей системы».
Власти города Анькан пообещали «принять строгие юридические и дисциплинарные меры» после завершения расследования. 14 июня город принес официальные извинения. «Поскольку незаконные действия некоторых чиновников серьёзно навредили Фэн Цзяньмэй и её семье, мы хотим принести глубокие извинения им и широкой общественности», — говорилось в заявлении. В тот же день заместитель мэра Ду Шупин посетил Фэн в больнице, чтобы выразить «искренние извинения». «Надеюсь, мы сможем заслужить ваше прощение», — сообщил он в заявлении, опубликованном на веб-странице города.
Китайское правительство также сообщило, что выпустило брошюру, в которой подчеркивается, что аборты на поздних сроках запрещены и что законные права беременных женщин должны быть сохранены.
26 июня были объявлены результаты расследования. Следствие пришло к выводу, что Фэн не имела права заводить второго ребёнка из-за несельскохозяйственного хукоу, и что ей было сказано исправить регистрацию в марте. Однако права Фэн были нарушены чиновниками округа, и не было законного основания для требуемой платы в 40 000 юаней. «Инцидент показал, что некоторые чиновники на низовом уровне имеют слабое представление о законе и не проявляют особой заботы о благополучии людей», — цитируется в докладе.
Глава бюро планирования семьи города Чжэньпин Цзян Нэнхай и ещё один чиновник были уволены. Ещё пять сотрудников правительства и больницы понесли наказание в той или иной форме. Кроме того, правительству уезда было предписано выплачивать Фэн пособие.

### Судебный процесс

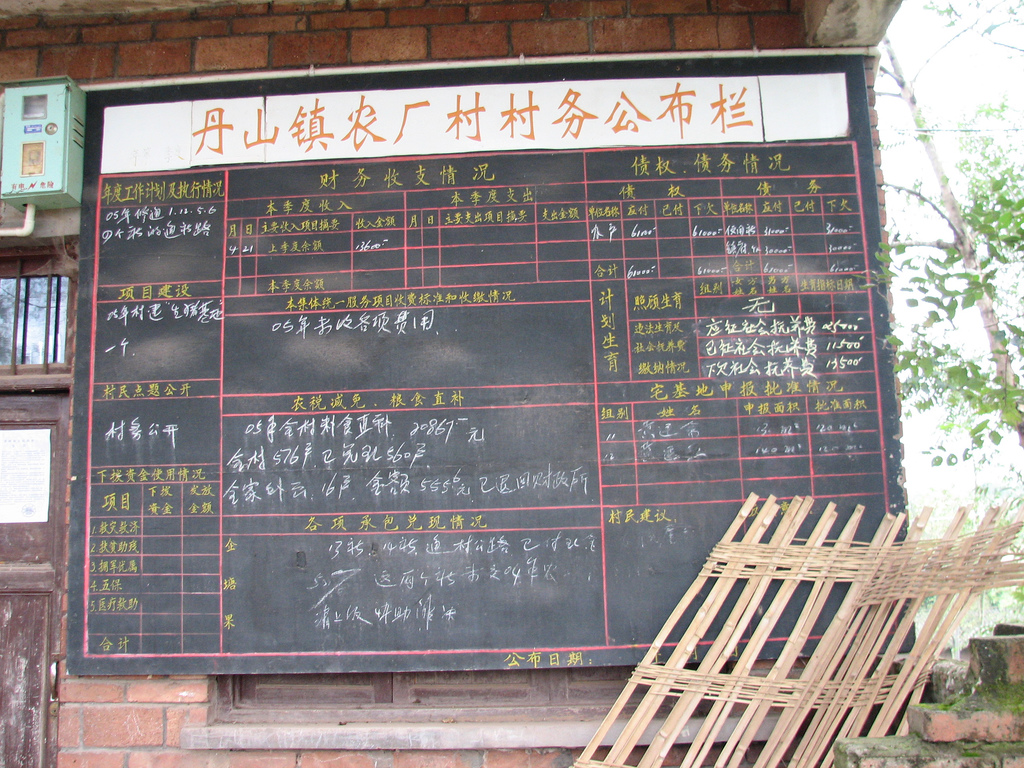
На общественной доске объявлений в деревне Нонгуанг провинции Сычуань ведется учёт женского населения города, где перечислены недавние роды по именам и отмечено, что несколько тысяч юаней в виде штрафов за несанкционированные роды остаются неоплаченными с прошлого года.

О действиях правительства Дэн Цзицай сказала: «Конечно, мы не удовлетворены результатом». Она добавила: «Все, что они сделали, это наказали нескольких лидеров, но ничего не сделали с людьми, непосредственно ответственными за то, что они затащили мою невестку [Фэн] на аборт. Они не привлекли к уголовной ответственности ни одного человека». Цзицай также отметила, что не было упомянуто о людях, которые впоследствии преследовали семью, а также не было упомянуто об инциденте, когда напали на её брата и его избили.
Чжан Кай, адвокат из Пекина, сообщил Дэн Цзиюаню, что он рассмотрит возможность подачи иска против городских властей. «Заставлять женщину на седьмом месяце беременности делать аборт — это серьёзное нарушение закона», — прокомментировал он, — «Как минимум, это должно рассматриваться как умышленное и злонамеренное причинение вреда». Чжан выразил надежду, что это дело заставит людей переосмыслить политику Китая по контролю численности населения. 29 июня он объявил, что официально представляет интересы семьи и обратится за помощью к другим адвокатам, чтобы добиться рассмотрения дела в уголовном суде. Однако он признал, что сделать это будет непросто.
«Китайские департаменты планирования семьи стоят выше закона»", — объяснил он, — «Даже когда они делают что-то незаконное, редко кто привлекает их к ответственности». В ответ на угрозы судебного иска местные чиновники отменили запланированную встречу для обсуждения выплаты пособия, заявив, что будут ждать возвращения Цзиюань в поселок Цзэнцзя.
Судья Се Сюэ сообщил журналистам, что принудительный аборт не будет классифицироваться как убийство или похищение, но может квалифицироваться как преступление, связанное с умышленным причинением вреда здоровью. В случаях, когда после аборта возникли осложнения, как у Фэн, причинение вреда здоровью может быть расценено как тяжкое преступление, за которое возможно наказание от трех до десяти лет лишения свободы. Однако газета The Wall Street Journal заявила, что судебная защита маловероятна, отметив, что решение Верховного народного суда от 2008 года указывает, что судебные разбирательства не могут быть основаны на конкретных положениях конституции. Кроме того, в законе о планировании семьи нет положений о возмещении ущерба, присуждаемого жертвам злоупотреблений со стороны государственных чиновников.
2 июля Чжан Кай подал официальный запрос в полицию Анкана с просьбой возбудить дело и провести расследование в отношении причастных к этому чиновников. После этого Дэн Цзиюань вернулся домой и решил провести переговоры с местными властями.
10 июля семья согласилась на внесудебное урегулирование спора за 70 600 юаней (~ 11 200 долларов США). Кроме того, городские власти согласились оплатить медицинские счета Фэн, если она заразится каким-либо заболеванием в результате аборта. «Я отказался от судебных апелляций и согласился принять компенсацию, предложенную городскими властями», — прокомментировал Дэн, — «Мы просто хотим вернуть нормальную жизнь». Он добавил: «Речь никогда не шла о деньгах. Как простые люди, мы больше не можем выдерживать давление со всех сторон». Чжан Кай добавил, что семья отказалась от возбуждения уголовного дела из-за нежелания местных правоохранительных органов сотрудничать, объяснив, что "«если прокуроры не выполняют свои обязанности [выдвигать обвинения], это невозможно сделать самим». Один из чиновников сообщил Синьхуа, официальному государственному информационному агентству Китая, что правительство обязалось обеспечить финансовые потребности семьи, если они столкнутся с финансовыми трудностями в будущем, и что правительство также предоставит медицинскую помощь больной матери Дэнов.
Чжан сообщил, что компенсация не может компенсировать «душевную боль» всей жизни, и заметил, что 70 000 юаней не могут компенсировать потерянную жизнь.
«Что касается компенсации, слово „удовлетворены“ даже не входит в уравнение», — заметил Цзиюань, — «Но таков результат, поэтому мы просто должны принять его».
Реакция в китайских социальных сетях была неоднозначной, некоторые отметили, что правительство слишком мягко обошлось с последствиями. Международные активисты заявили, что урегулирование дела Фэн — это только начало борьбы за прекращение политики одного ребёнка, а Боб Фу из ChinaAid заметил: «Суть в том, что есть сотни и тысячи [случаев, подобных] Фэн Цзяньмэй». По состоянию на 13 июля 2012 года, семья не получила обещанную компенсацию, а Дэн Цзиюань сообщил журналистам, что не уверен, что она вообще будет выплачена.

### Преследование и слежка за членами семьи
В течение нескольких недель после того, как история Фэн Цзяньмэй стала достоянием общественности, семья страдала от того, что Чжан назвал «преследованием со стороны государства». Преследование началось, когда Дэн Цзиюань попытался поехать в Пекин, чтобы поговорить с адвокатом и дать телевизионное интервью. По словам Дэн Цзицай, попытку поездки Цзиюаня остановили «более 100 человек и дюжина машин». Затем «внезапно появился человек и ударил моего брата ногой в живот».
После того, как 22 июня Цзиюань дал интервью журналу Stern, преследования со стороны правительства усилились, и Цзиюань заявил, что впоследствии его преследовали «местные чиновники и бандиты», куда бы он ни пошел, даже в туалет. Затем он исчез из поля зрения общественности 24 июня, позвонив домой только 26 июня, чтобы сказать, что он в безопасности, но его местонахождение оставалось неизвестным.
29 июня Цзиюань вновь появился в Пекине, заявив журналистам: «Я приехал в Пекин в поисках помощи». Он сообщил, что предпринял две неудачные попытки бежать из-под стражи, но с третьей попытки ему это удалось. Пока наблюдающие за ним разговаривали по телефону, Цзиюань сбежал в дом друга, где скрывался в течение двух дней. Он вынул сим-карту и батарею из своего мобильного телефона, чтобы избежать слежки. «Я не спал и не покупал новую одежду, я не мог рисковать быть арестованным», — вспоминал он. Они взяли напрокат машину и поехали в Пекин, и Цзиюань вспоминал: «я предполагал, что на вокзале будут люди из правительства». Всякий раз, когда они приближались к полицейским, он выходил из машины и шел пешком, чтобы его не заметили.
По сообщениям, за другими членами семьи также вели слежку и преследование представители власти. Возле больницы, где находилась Фэн, собрались протестующие с транспарантом «жестоко избить предателей и выгнать их». Местные СМИ сообщили, что муниципальные власти организовали протест.
Около десятка охранников патрулировали возле больничной палаты Фэн в течение двух недель, следя за членами семьи, куда бы они ни пошли. «Мы чувствуем себя как заключенные», — замечала Дэн Цзикай.
Сторонники семьи утверждают, что местные чиновники также участвовали в клеветнической кампании против семьи в Интернете. «Вся семья чувствует себя очень подавленной и испытывает давление», — отметила Цзикай.
26 июня у приехавшего в гости члена семьи порезали шины. Представитель правительства провинции Шэньси назвал обвинения в преследовании беспочвенными слухами. Однако Лян Чжунтан, независимый исследователь, сообщил, что это обычное дело, когда люди, обращающиеся за помощью извне, подвергаются преследованиям со стороны местных властей. Он предположил, что власти поселка пытаются предотвратить дальнейшее освещение этого дела в СМИ.
13 июля Цзиюань сообщил, что он по-прежнему обеспокоен будущей безопасностью своей семьи, отметив при этом: «На улице ходят слухи, что после того, как все успокоится, когда люди перестанут обращать на нас внимание, они [чиновники, наказанные за одобрение аборта] убьют мою семью».
Позже, когда её спросили, хочет ли она иметь ещё одного ребёнка, Фэн ответила The New York Times: «Это зависит от того, как восстановится мой организм. Да, если я смогу восстановить свое здоровье».

## Внутренняя и международная реакция

### Официальная реакция и призывы к реформам в Китае
27 июня Национальная комиссия по народонаселению и планированию семьи объявила, что проведет обзор правоприменения планирования семьи в масштабах всей страны. В рамках проверки десять инспекционных групп будут направлены в девятнадцать различных провинций для проверки практики местных отделений, и что группам будет поручено разрешение споров и распространение противозачаточных средств. Глава комиссии Ван Ся заявил, что проверка имеет большое значение, отметив, что «даже незначительная небрежность в правоприменении [наносит ущерб] имиджу партии и страны». Ван Ся добавил, что проверка будет направлена на «укрепление повседневного управления службами, недопущение применения насилия и предотвращение злоупотреблений при административном принуждении»; он сделал особый акцент на «плате за социальное обслуживание», взимаемой с нарушителей правил. [Одновременно комиссия объявила, что штрафы, собранные за будущие нарушения, больше не могут расходоваться на местном уровне, а будут поступать в общий фонд. Хэ Яфу описал кампанию как попытку комиссии восстановить общественное доверие, сильно пострадавшее от освещения принудительного аборта Фэн Цзяньмэй.
3 июля 2012 года в газете China Economic Times было опубликовано открытое письмо трех членов Исследовательского центра развития при Госсовете, аналитического центра, консультирующего правящий кабинет Китая. В письме они призывали «как можно скорее» внести «коррективы» в политику одного ребёнка. Группа советовала «рассмотреть возможность разрешить иметь двух детей для всех». Демограф Лян Чжунтан сказал, что письмо, скорее всего, является началом постепенного изменения политики, но резкое изменение маловероятно. Хотя в письме не было прямого упоминания о Фэн Цзяньмэй, многие источники новостей провели связь между этими двумя событиями. Эван Оснос, написавший статью для The New Yorker, отметил, что «давление в пользу изменения китайской политики одного ребёнка, похоже, усиливается» в связи с делом Фэн.
5 июля группа из пятнадцати ученых выпустила собственное открытое письмо к Всекитайскому собранию народных представителей, утверждая, что изменение закона о планировании семьи является «настоятельной необходимостью». В письме упоминались исследования, указывающие на экономические последствия продолжения политики одного ребёнка, но основное внимание уделялось вопросам прав человека, при этом Фэн упоминалась по имени. «За этими инцидентами стоят явные ограничения и недостатки национального законодательства в области планирования семьи», — говорилось в письме. Лян Цзяньчжан, один из подписантов письма, сообщил репортеру: «С экономической точки зрения, политика одного ребёнка нерациональна. С точки зрения прав человека, она ещё менее рациональна».

### Международная реакция
Инцидент с Фэн Цзяньмэй привлек повышенное внимание к политике Китая в области абортов и контроля численности населения. Международные комментаторы весьма критически оценили роль правительства в аборте Фэн. «История Фэн Цзяньмэй демонстрирует, как политика „одного ребёнка“ продолжает ежедневно санкционировать насилие над женщинами», — сообщила Чай Линг из НПО All Girls Allowed. Президент организации «Права женщин без границ» Реджи Литтлджон заявила: «Ни одно законное правительство не совершит и не потерпит такого акта. Виновные должны быть привлечены к ответственности за преступления против человечности». В пресс-релизе Фонд защиты Христианского альянса назвал случай с Фэн «преступлением против человечности» и попросил американских политических лидеров официально осудить этот акт. Всемирный евангелический альянс заявил, что он «возмущен» этим инцидентом и попросил китайское правительство «обеспечить предотвращение подобных трагических инцидентов в будущем».
5 июля Европейский парламент принял резолюцию, осуждающую как обращение с Фэн, так и принудительные аборты в целом, «особенно в контексте политики одного ребёнка». В резолюции также содержится просьба включить принудительные аборты в повестку дня следующего двустороннего диалога по правам человека с Китаем. Кроме того, некоторые члены Европейского парламента (Европарламента) потребовали провести независимое расследование принудительных абортов и детоубийств в Китае. Несколько дней спустя евродепутат Алойз Петерле высказал мнение, что китайский закон о планировании семьи нарушает положения, изложенные Организацией Объединённых Наций на Международной конференции по народонаселению и развитию. Он сказал, что принятая парламентом резолюция дает Европейской комиссии «четкий мандат» на изъятие средств из любой организации, потенциально вовлеченной в содействие принудительной практике в Китае, назвав в качестве двух потенциальных целей Международную федерацию планирования семьи и Marie Stopes International.
9 июля подкомитет по правам человека Палаты представителей Конгресса США провел слушания по политике одного ребёнка, вызванные рассказом Фэн. В своем вступительном слове председатель Крис Смит назвал политику одного ребёнка «кошмарным „дивным новым миром“… где женщины получают психологические травмы, девочки становятся жертвами аборта по выбору пола… и большинство детей растут без братьев или сестер, тетей, дядей или двоюродных братьев». Он сообщил, что благодаря Фэн люди «наконец-то увидели ужасающую реальность китайской политики одного ребёнка». Конгрессмен Джозеф Р. Питтс согласился с ним, прокомментировав: «Теперь кажется, что в Китае формируется консенсус в отношении реформирования этой политики». Свидетели комитета призвали принять ряд ответных мер, таких как ограничение расходов Фонда ООН в области народонаселения и призыв к американским корпорациям, ведущим бизнес в Китае, отказаться от практики планирования семьи на своих предприятиях.

### Освещение в международных СМИ
Дело Фэн стало центральным событием для газетных редакционных статей, направленных против китайской политики одного ребёнка и абортов в целом. Противники политики одного ребёнка заявили, что этот случай является потенциальным поворотным пунктом в усилиях по прекращению этой политики.
26 июня агентство Рейтер сообщило, что эта история вызвала «огненную бурю внутри страны и по всему миру», объяснив: «Аборт Фэн Цзяньмэй был представлен в китайской и международной прессе как пример крайних мер, на которые готовы пойти некоторые чиновники, чтобы контролировать население Китая, даже если это означает нарушение китайского закона». В статье в The Wall Street Journal отмечалось, что этот случай «драматизирует суровость политики одного ребёнка». Этот инцидент побудил Эвана Осноса, писателя New Yorker, написать статью под названием «Аборт и политика в Китае». Оснос указал, что «случай с Фэн символизирует некоторые из наиболее острых вопросов общественной жизни Китая», включая деньги, коррупцию в правительстве, систему регистрации домохозяйств и, конечно, планирование семьи, и что «этот случай является драматической демонстрацией того, почему Коммунистическая партия имела основания бояться Интернета».
23 июня журнал The Economist опубликовал статью о китайской политике «одного ребёнка», уделив особое внимание принудительному аборту Фэн и тому, как Интернет меняет динамику власти в Китае. «Три года назад страдания г-жи Фэн могли остаться незамеченными… Но её родственники загрузили фотографии в интернет, и вскоре микроблоги показали их миллионам людей по всей стране», — пишет автор статьи.
Ван Сонглиан, исследователь китайской организации «Защитники прав человека», сообщила, что, безусловно, интернет сделал возможным обсуждение дела Фэн, но она назвала наказания чиновников «единичными» и дала комментарий, что «правительственные чиновники практически не имеют границ в применении насилия и проведении политики силой. Мы не увидели никаких существенных [изменений] в привлечении чиновников к ответственности».
В редакционной статье The Australian от 22 июня приводились аргументы против политики одного ребёнка, утверждалось, что случай Фэн «один из небольших примеров ужасных издержек китайского режима контроля численности населения». В редакционной статье Herald Sun от 25 июня, в которой рассматривалось планирование семьи в целом, сообщалось, что Фэн «олицетворяет собой конец игры принудительного ограничения численности населения».
Некоторые комментаторы сравнили Фэн Цзяньмэй с Лю Ян, которая примерно в то же время попала в новости, став первой китайской женщиной, побывавшей в космосе. 17 июня блог Tea Leaf Nation опубликовал статью под названием Netizens Reflect As One Chinese Woman Touches Heaven, Another Hell (рус. «Сетянины размышляют о том, как одна китайская женщина прикоснулась к раю, а другая — к аду»). В статье, основанной на широко распространенном сообщении в Sina Weibo, были представлены фотографии Фэн и Лю бок о бок, а блогер оставил подпись: «Разительный контраст между судьбами [этих] двух женщин… является ярчайшей иллюстрацией разорванного состояния этой нации». Сообщение было быстро ретвитнуто известным блоггером Хань Ханем. К тому времени, когда правительство удалило оба сообщения, информацией поделились уже 70 000 раз за первые 24 часа. International Herald Tribune немедленно подхватила эту историю, заявив: «Ужасный инцидент с абортом произошел в эти выходные на фоне успешного запуска Китаем своей первой женщины-астронавта. Печальная ирония ситуаций этих двух женщин не осталась незамеченной китайскими сетянинами». Два дня спустя Global Post опубликовала эту историю и прокомментировала: «Пусть Sina Weibo указывает на то, что важно», объяснив, что сопоставление двух новых историй «[подчеркивает] нынешнее беспокойное и противоречивое состояние Китая… Некоторые китайские женщины запускаются в космос, другие получают инъекции, которые убивают их нерожденного ребёнка».
Журналист Эндрю Болт использовал случай Фэн для редакционной статьи против абортов в Австралии, написав: «Дэн Цзиюань опозорил тиранов Пекина. Но… он позорит и нас здесь». Он сравнил аборт Фэн с известными случаями в Австралии и пришел к выводу, что главное отличие — это фотографии ребёнка Фэн.
Asia Times Online опубликовала историю Фэн в редакционной статье под названием «Китайская зависимость от планирования рождаемости». Автор статьи Питер Ли отметил, что «настораживает» то, сколько ресурсов поселок выделил на убеждение Фэн, процитировав слова одного из чиновников: «В тот день практически все руководство поселка и соответствующий персонал отправились [чтобы доставить Фэн в больницу]». Он пришел к выводу, что то, как было рассмотрено дело, является убедительным доказательством того, что по крайней мере некоторые китайские лидеры стремятся отменить политику одного ребёнка. В противоположность этому, в редакционной статье, опубликованной в газете The Peninsula, утверждалось, что это дело показывает, что китайские лидеры теряют способность контролировать местные власти.
Хэ Яфу сообщает, что эта полемика нанесла ущерб общественному имиджу политики одного ребёнка в Китае. Журналист Фарид Закария предположил, что есть признаки того, что китайское правительство смягчает свои правила, отметив большое количество известных граждан, выступивших против аборта Фэн. Закария написал: «Даже несколько лет назад потребовался бы очень смелый китайский мыслитель, чтобы публично поставить этот вопрос». Однако он дополнил, что формальные изменения невозможны до смены руководства, и даже тогда «потребуется много смелости».
В статье от 17 июля в The Huffington Post говорится, что этот случай «захватил общественное воображение в Китае, потому что он является примером более широких системных проблем». Случай Фэн был приведен в пример сторонниками защиты жизни и сторонниками выбора в Соединенных Штатах в поддержку своих целей; для сторонников защиты жизни случай представлял вид «федерально одобренных» абортов, которые, как они опасаются, могут ожидать США, в то время как для сторонников выбора «[Фэн] должна была получить возможность выбора в первую очередь».